# Pyrilia
Pyrilia — рід папугоподібних птахів родини папугових (Psittacidae). Представники цього роду мешкають в Мексиці, Центральній і Південній Америці. Традиційно їх відносили до роду Каїка (Pionopsitta), однак за результатами молекулярно-філогенетичного дослідження вони були переведені до відновленого роду Pyrilia.

## Види
Виділяють сім видів:
- Каїка бурощокий (Pyrilia haematotis)
- Каїка золотоголовий (Pyrilia pyrilia)
- Каїка рожевощокий (Pyrilia pulchra)
- Каїка жовтощокий (Pyrilia barrabandi)
- Каїка чорноголовий (Pyrilia caica)
- Каїка гологоловий (Pyrilia aurantiocephala)[13]
- Каїка грифовий (Pyrilia vulturina)

## Етимологія
Наукова назва роду Pyrilia походить від сполучення слів дав.-гр. πυρ — вогонь і лат. ilia — боки.